# 조선민주주의인민공화국의 배타적 경제 수역

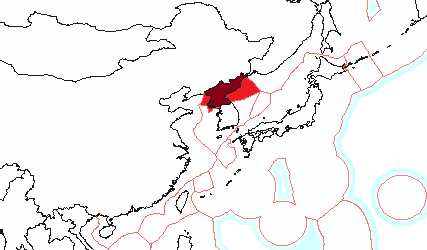
조선민주주의인민공화국의 배타적 경제 수역

조선민주주의인민공화국의 배타적 경제 수역은 황해와 동해의 기준선으로부터 200해리까지 뻗어있다. 이 배타적 경제 수역 (EEZ)은 6.25 전쟁 이후 설정된 북방한계선(NLL)의 유효성에 대해 조선민주주의인민공화국이 이의를 제기한 1977년에 선포되었다. 배타적 경제 수역은 법으로 성문화되지 않았으며 조선민주주의인민공화국은 그 좌표를 명시한 적이 없어 특정 범위를 결정하기 어렵다.
황해에서는 중국이 해당 지역에 자체적인 배타적 경제 수역을 결정하지 않았기 때문에 서조선만에서 배타적 경제 수역이 명시되지 않은 상태로 남아있다. 황해에서 조선민주주의인민공화국과 대한민국 EEZ 간의 경계는 잠재적인 중첩과 특정 섬에 대한 분쟁으로 인해 결정할 수 없다.
동해에서 조선민주주의인민공화국 EEZ는 사다리꼴 모양으로 추정할 수 있다. 조선민주주의인민공화국과 러시아의 각 배타적 경제 수역 간의 경계는 동북아시아에서 유일하게 합의된 경계이다. 이곳에서는 바다가 천연 자원이 풍부하다고 예상되지 않아서인지, 대한민국 정부는 북러간 경제적 배타 수역 합의에 대한  별다른 의견을 내지 않았다.

## 역사

황해의 북방한계선 (NLL)

한국 군사 정전에 관한 협정은 조선민주주의인민공화국과 대한민국 간의 육상 경계로 한반도 군사 분계선을 지정했지만, 해상 경계는 결정하지 못했다. 그러나 유엔군사령부 군사정전위원회 (UNCMAC)는 황해와 동해에 각각 북방한계선(NLL)으로 알려진 두 개의 해상 경계를 일방적으로 설정했다. 이후 NLL의 법적 지위는 논란이 되었고 충돌이 발생했다. 1973년, 조선민주주의인민공화국은 황해 NLL의 유효성에 대해 명시적으로 이의를 제기했다. UNCMAC은 조선민주주의인민공화국이 NLL 남쪽을 침범했다고 비난했고, 이에 조선민주주의인민공화국은 자국의 해상 경계가 NLL 남쪽에 있다고 주장하며 대응했다.
1952년 1월 18일, 이승만 대한민국 대통령은 한반도 전체, 즉 조선민주주의인민공화국을 포함한 광범위한 해상 주권 지역을 설정하는 "평화선"을 선포했다. 이는 한반도 전체의 합법적인 정부라는 근거에 기반한 것이었다. 이 선은 한국 해안에서 평균 60해리 떨어진 지역을 주장했다. 일반적으로 평화선이라 불리는 이 주장은 국제적으로 인정받지 못했다.
1977년 6월 21일, 조선민주주의인민공화국은 200해리 경제 수역을 선포했다. 이 수역은 8월 1일부터 효력을 발휘했다. 같은 날, 조선민주주의인민공화국은 황해와 동해에 각각 50해리 조선 서해 해상 군사분계선을 선포했다. 조선민주주의인민공화국의 배타적 경제 수역 (EEZ)이 탄생한 것이다.
대한민국은 조선민주주의인민공화국의 배타적 경제 수역 선포에 반대하며 "한국 정부는 1953년 휴전 이후 한반도 현상 변경을 초래할 수 있는 조선민주주의인민공화국의 군사 경계 수역 및 200해리 EEZ를 인정하지 않음을 분명히 한다"는 성명을 발표했다. 일본도 이에 반대했지만 중국은 그러지 않았다.

## 범위
조선민주주의인민공화국은 배타적 경제 수역에 관한 법률을 통과시키지 않았다. 이런 이유로 그 외곽 한계를 정의하는 것은 불가능하다. 그러나 이 나라는 인접 국가 또는 서로 마주 보고 있는 국가 간의 배타적 경제 수역는 "등거리 원칙 또는 중간선 원칙에 따라 협의를 통해 결정되어야 한다"고 명시했다. 조선민주주의인민공화국은 자국의 EEZ 주장의 지리적 좌표를 명시한 적이 없다.

### 황해
조선민주주의인민공화국과 중국 EEZ 간의 경계는 명확하지 않다. 조선민주주의인민공화국의 진술에서 황해 EEZ의 한계가 군사 경계 수역의 한계와 일치한다고 추론할 수 있다. 황해가 상당히 좁기 때문에 조선민주주의인민공화국과 중국의 400해리 EEZ는 중첩될 것이다.
육지의 조중 국경은 공식적으로 정의되지 않았지만, 조중 변계 조약과 관련 진술들로 볼 때, 국경의 존재는 압록강으로 추론할 수 있다. 조선민주주의인민공화국은 압록강 하구의 여러 작은 섬들을 중국과 놓고 분쟁 중이다. 이 섬들의 소유권은 양국 간의 해상 경계, 따라서 각 EEZ의 경계가 취할 수 있는 가능한 경로에 영향을 미친다. 조선민주주의인민공화국은 등거리선 방식을 사용하여 EEZ를 지정했지만, 중국은 일반적으로 육상 영토의 자연적 연장 방식을 선호한다. 그러나 황해의 조선만에서는 중국도 등거리선 방식을 선호하는데, 이는 해역의 최대 점유율을 차지할 수 있기 때문이다. 중국 학자 지궈싱은 EEZ가 중국의 더 긴 해안선과 역사적인 어업 활동과 같은 조선만의 특정 조건을 고려해야 하며, 형평성과 비례 원칙에 기반해야 한다고 주장했다. 반면에 중국이 황해에 EEZ를 결정하지 않았기 때문에, 조선민주주의인민공화국은 중국에 유연하게 대응하기 위해 유사하게 모호한 입장을 채택했을 가능성이 있다. 조선민주주의인민공화국과 중국 사이에 해상 경계에 대한 일종의 합의가 보고되었지만, 이것이 EEZ에 관한 것인지 대륙붕 경계에 관한 것인지는 불분명하다. 황해의 어떤 섬이 조선민주주의인민공화국에 속하고 어떤 섬이 대한민국에 속하는지에 따라 세 나라의 EEZ 경계도 영향을 받을 것이다.
섬 문제가 해결된다 하더라도 조선민주주의인민공화국과 대한민국 EEZ는 중첩되어 한쪽 당사자가 주장을 줄이거나 양측이 EEZ의 일부를 공유해야 할 것이다. 해양법에 관한 유엔 협약에 따르면, 황해와 동해 모두의 EEZ는 해역 폭이 400해리 미만이므로 그 사이에 국제 수역이 남지 않도록 분할되어야 한다. 황해 NLL은 비침해 원칙을 위반하여 조선민주주의인민공화국을 공해로부터 단절시키므로 영해의 영구적 경계로는 법적 효력이 없을 것이다. 이는 EEZ에도 영향을 미친다. 조선민주주의인민공화국은 협약에 서명했지만 비준하지 않았다.

### 동해
동해의 EEZ는 사다리꼴 모양이다. 이 지역은 대한민국 선박이 피하기 때문에 조선민주주의인민공화국과 대한민국 간의 큰 대결의 원인이 되지 않는다. 또한 천연 자원이 풍부하다고 생각되지도 않는다.
조선민주주의인민공화국 EEZ와 러시아 EEZ 간의 경계는 조선민주주의인민공화국 EEZ의 유일하게 확정된 경계이며, 실제로 동북아시아 전체에서 완전히 확정된 EEZ 경계이다. 이는 1986년에 결정되었다. 그러나 문제는 그 종점이 대한민국이나 일본 영토와 등거리가 아니라는 점이다.
조선민주주의인민공화국은 EEZ를 결정할 때 지리적으로 불리한 위치에 있으며, 특히 러시아와 대한민국 사이에 끼어 있는 동해에서 더욱 그렇다. 이러한 사실은 조선민주주의인민공화국이 EEZ 체제에 완전히 전념하고 이웃 국가들과 EEZ 경계를 협상하는 것을 꺼리는 데 기여할 수 있다.

## 경제
조선민주주의인민공화국은 주로 산업 부문을 위해 EEZ에서 어업을 한다. 소규모 수공업 부문을 위한 어업도 이루어진다. 생계형 어업은 수년 동안 상당히 감소했다.
2000년 조선민주주의인민공화국과 대한민국의 비정부 어업 기관 간의 협정으로 대한민국 어선은 2005년까지 동해의 조선민주주의인민공화국 EEZ 내에서 어업을 할 수 있었다. 약 400척의 대한민국 어선이 이 지역에서 어업을 했다.
중국은 처음에는 조선민주주의인민공화국 EEZ 설치에 항의하지 않았지만, 이후 압록강 하구, 특히 발해만의 경제 발전을 방해한다고 비난했다.
조선민주주의인민공화국은 중국 내 에이전트를 통해 외국인에게 EEZ 어획 할당량을 판매한다. EEZ에 대한 할당량을 박탈당한 조선민주주의인민공화국 어부들은 중국과 러시아 수역에서 밀렵에 의존한다.

## 같이 보기
- 조선민주주의인민공화국의 경제
- 일본의 배타적 경제 수역
- 조선민주주의인민공화국의 지리
- 남북한 관련 접경 지역 사건 목록
- 러시아-조선민주주의인민공화국 국경

### 인용된 저작물
- Buchholz, Hanns Jürgen (1987). 《Law of the Sea Zones in the Pacific Ocean》. Singapore: Institute of Southeast Asian Studies. ISBN 978-9971-988-73-9.
- Johnston, Douglas M.; Valencia, Mark J. (1991). 《Pacific Ocean Boundary Problems: Status and Solutions》. Dordrecht: Martinus Nijhoff Publishers. ISBN 0-7923-0862-X.
- Kim, Suk Kyoon (2017). 《Maritime Disputes in Northeast Asia: Regional Challenges and Cooperation》. Leiden: BRILL. ISBN 978-90-04-34422-8.
- Kotch, John Barry; Abbey, Michael (2003). 《Ending naval clashes on the Northern Limit Line and the quest for a West Sea peace regime》 (PDF). 《Asian Perspectives》 27. 175–204쪽. doi:10.1353/apr.2003.0024. 2011년 7월 25일에 원본 문서 (PDF)에서 보존된 문서.
- Lee, Seokwoo (2002). 《The Resolution of the Territorial Dispute Between Korea and Japan Over the Liancourt Rocks》. 《Boundary and Territory Briefing》 3 (Durham: International Boundaries Research Unit, Durham University). ISBN 978-1-897643-51-8.
- Lee, Seokwoo; Lee, Hee Eun (2016). 《The Making of International Law in Korea: From Colony to Asian Power》. Leiden: BRILL. ISBN 978-90-04-31575-4.
- Pauly, Daniel; Zeller, Dirk, 편집. (2016). 〈Korea (North)〉. 《Global Atlas of Marine Fisheries: A Critical Appraisal of Catches and Ecosystem Impacts》. Washington: Island Press. 314쪽. ISBN 978-1-61091-626-4.
- Prescott, John Robert Victor; Schofield, Clive H. (2001).  Furness, Shelagh, 편집. 《Undelimited Maritime Boundaries of the Asian Rim in the Pacific Ocean》. 《Maritime Briefing》 3 (Durham: International Boundaries Research Unit, University of Durham). ISBN 978-1-897643-43-3.
- Van Dyke, Jon M. (2009). 〈Disputes Over Islands and Maritime Boundaries in East Asia〉.   Seoung Yong Hong, Jon M.; Van Dyke. 《Maritime Boundary Disputes, Settlement Processes, and the Law of the Sea》. Leiden: BRILL. 39–76쪽. ISBN 978-90-04-17343-9.
- Volochine, Elena; Quy, Ian M. (2020년 5월 8일). 〈Exclusive: Investigating how North Korean fishermen plunder foreign waters〉. 《Reporters Plus》. FRANCE 24 English. 2020년 5월 25일에 확인함 – YouTube 경유.
- Zou, Keyuan (2016). 〈China and Maritibe Boundary Delimitation: Past, Present and Future〉.   Amer, Ramses; Keyuan Zou. 《Conflict Management and Dispute Settlement in East Asia》. New York: Routledge. 149–170쪽. ISBN 978-1-317-16216-2.